# Wild Mustang
Wild Mustang is een nummer van het Nederlandse dj-duo Yellow Claw en de Nederlandse dj Cesqeaux, ingezongen door de Amerikaanse zangeres Becky G. Het is de eerste single van Yellow Claws debuutalbum Blood for Mercy.
Het nummer werd een klein radiohitje in Nederland. Het haalde de tweede positie in de Tipparade.